# Ballett

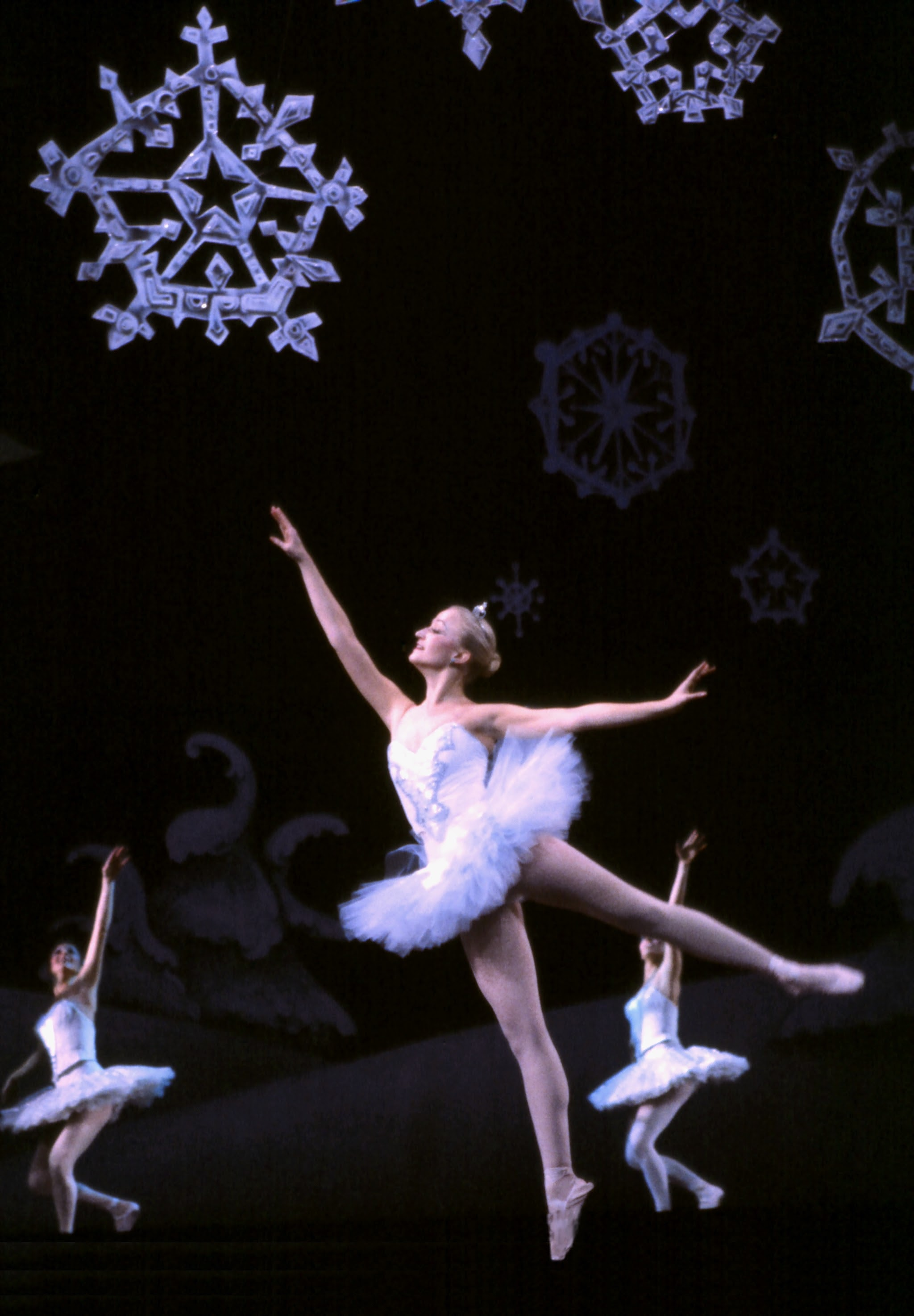
Das Nußknackerballett (1981)

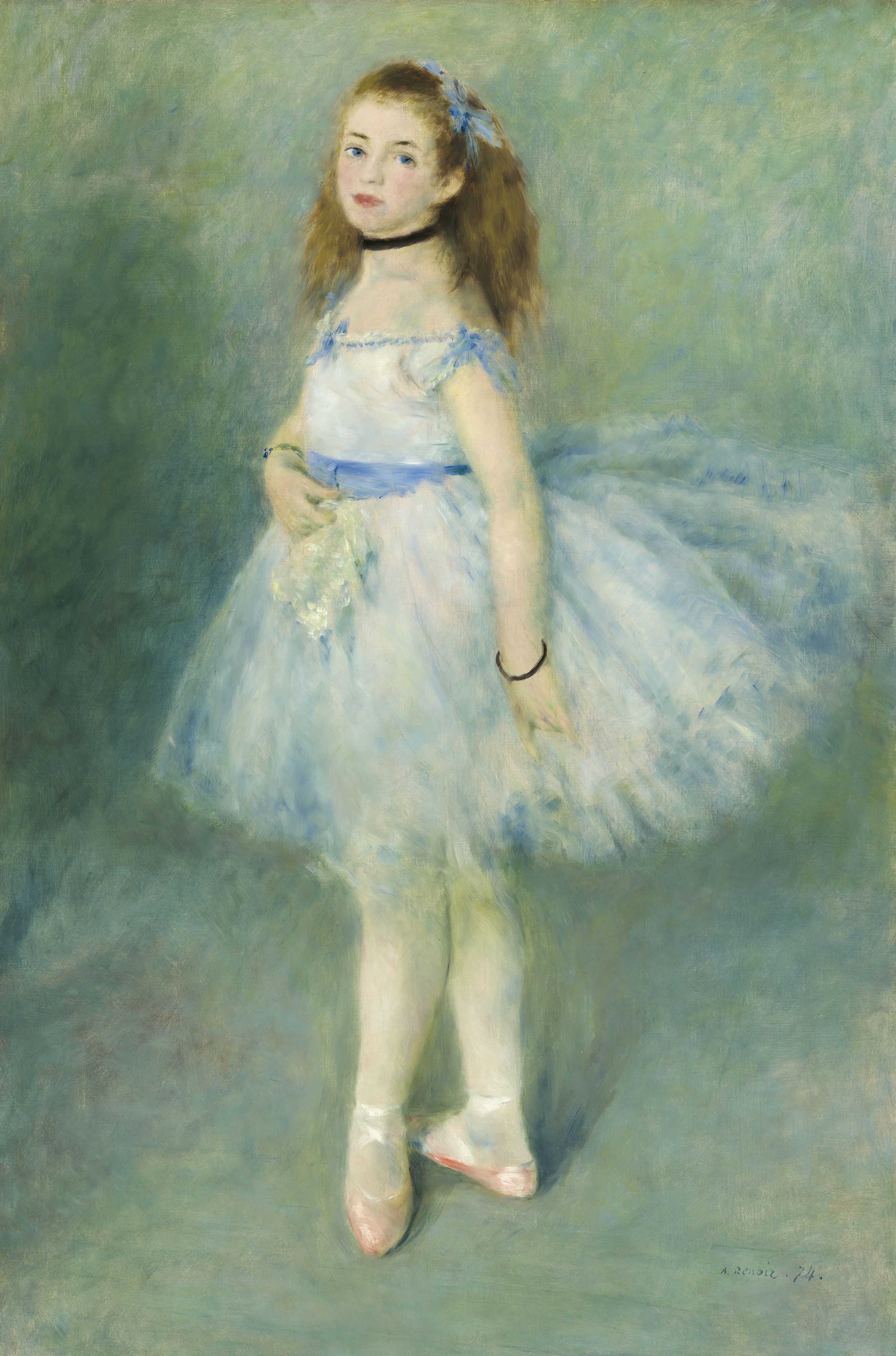
Tänzerin (Gemälde von Pierre-Auguste Renoir)

Als Ballett (von italienisch balletto, Diminutiv von ballo; deutsch Tanz, französisch und englisch Ballet) wird meist der von Musik begleitete klassische künstlerische Bühnentanz (klassischer Tanz, Balletttanz) bezeichnet, der oft vom zeitgenössischen Tanz, Modern Dance oder Tanztheater unterschieden wird. Im Besonderen kann der Begriff auch folgende Bedeutungen haben:
- eine Tanzvorstellung auf einer Bühne zu Musikbegleitung, wobei die Darbietung hauptsächlich aus Tanz besteht oder Teil eines größeren Werkes (Oper, Operette, Musical) sein kann
- die Theater-Kunstform/Sparte Balletttheater  neben Oper, Schauspiel und Konzert
- ein Bühnenwerk, bei dem der Tanz im Mittelpunkt steht
- Musik, die als Begleitung für (Bühnen-)Tanz geschrieben wurde
- ein Tänzer-Ensemble am Theater (Corps de ballet)

Traditionellerweise versteht man unter einem klassischen Ballett ein Handlungsballett. Auf Grundlage eines Librettos werden eine Musikkomposition und eine Choreografie erschaffen. Hinzu kommen Bühnenbild, Requisiten und Kostüme. Der Tanz selbst besteht aus Körperbewegungen im Raum, Gestik und Mimik.

## Geschichte des Balletts

### Emanzipation vom Gesellschaftstanz

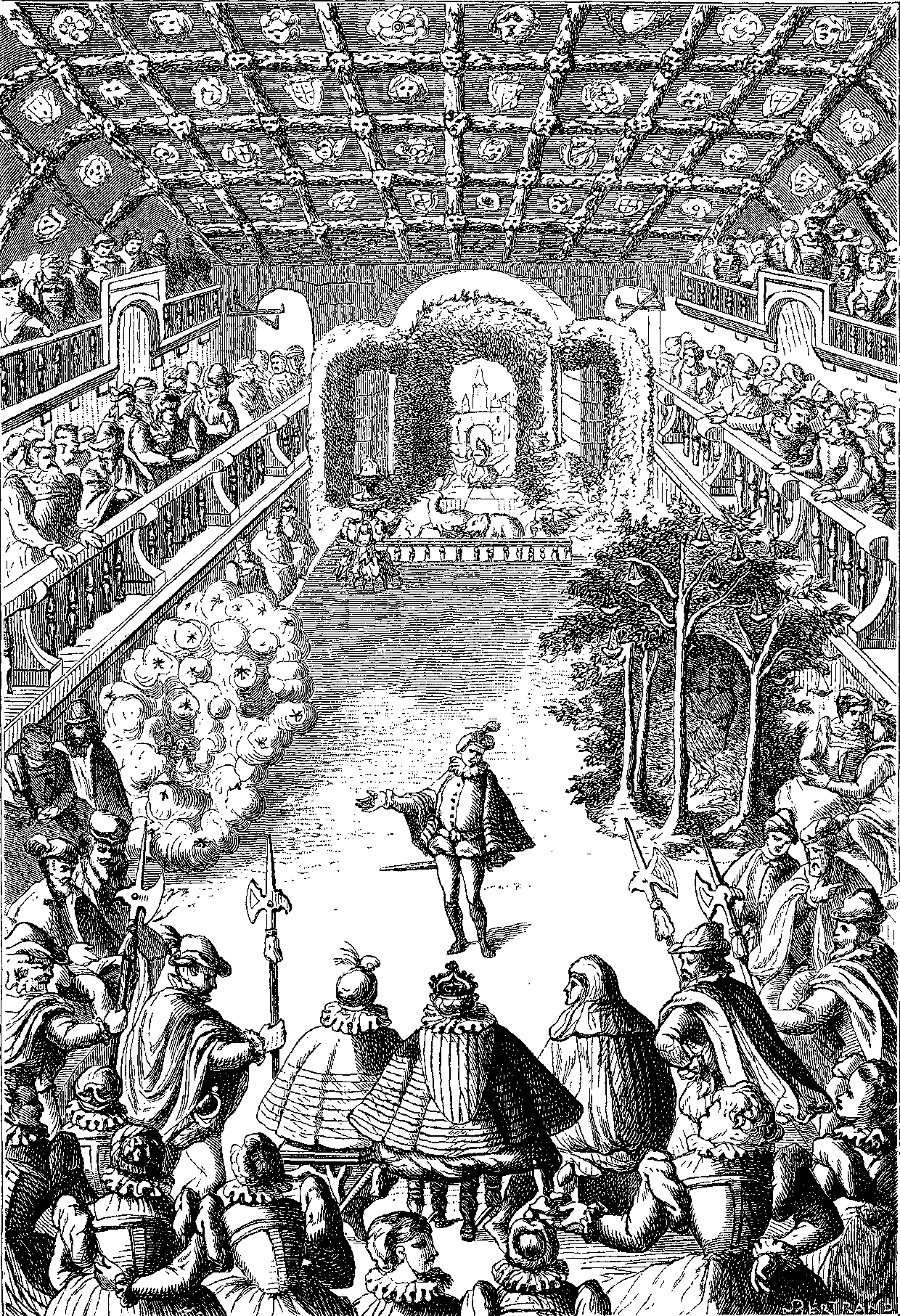
Szene aus dem Ballet comique de la reine

Das Ballett entwickelte sich im 15. und 16. Jahrhundert aus den an italienischen und französischen Fürstenhöfen aufgeführten Schauspielen sowie aus tänzerischen Gesellschaftsspielen. Zu dieser Zeit war es noch keine eigenständige Kunstform. Der Bühnentanz war, ähnlich wie das Schauspiel, lange den Männern vorbehalten.
Die Führungsrolle in der Entwicklung des Tanzes ging im 16. Jahrhundert von Italien auf Frankreich über. Das älteste Ballett, dessen Partitur erhalten ist, ist das Ballet comique de la reine für Katharina von Medici aus dem Jahr 1581. Es steht im Zusammenhang mit einem Hoffest anlässlich einer Hochzeit, enthält antike mythologische Figuren und transportiert politische Botschaften. Es zeigt die Verbindung italienischer und französischer Tanzelemente im Dienst einer höfischen Machtdemonstration. Noch 1632 schrieb Johann Christoph Demantius: „Balletti seynd sonderliche Täntze zu Mummereyen und auffzügen gemacht.“
Im Jahr 1661 gründete Ludwig XIV. die Académie Royale de danse in Paris. In dieser Zeit erfuhr das Ballett eine enorme Weiterentwicklung und wurde zunehmend von Berufstänzern ausgeführt. Damit trennte sich der Tanz vom höfischen Zeremoniell. Ab 1681 durften hier auch Frauen öffentlich tanzen.
Die Tanztechniken, Schritte und Positionen seiner Zeit beschrieb Raoul Feuillet um 1700 in seinem Buch Chorégraphie. Mitte des 18. Jahrhunderts entstanden die ersten Handlungsballette. Zuvor waren die Tänze nur durch ein gemeinsames Motiv, nicht aber durch eine durchgängige Handlung verbunden. So spielen die einzelnen Teile von Jean-Philippe Rameaus Ballettoper Les Indes galantes (1735) alle in exotischen Ländern, haben über diese Charakteristik hinaus aber keinen inhaltlichen Zusammenhang.

### Das Handlungsballett

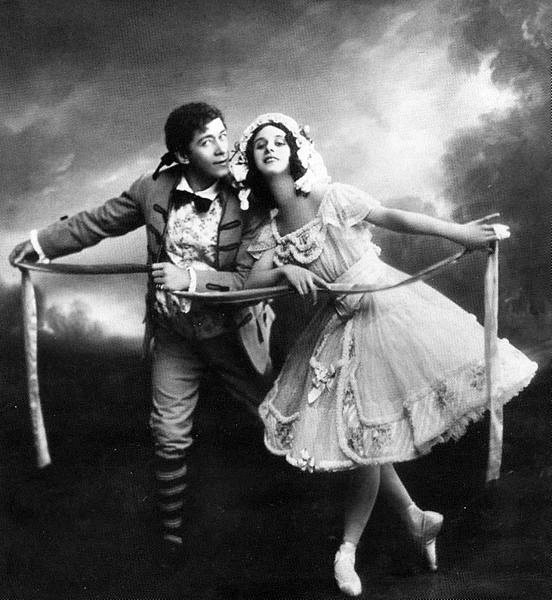
Anna Pawlowa und Nikolai Legat in La Fille mal gardée

1760 veröffentlichte Jean Georges Noverre seine Briefe über die Tanzkunst und das Ballett, die viele seiner Zeitgenossen beeinflussten. Er glaubte, dass man ein Drama mit den Mitteln des Tanzes gestalten könne. Weil das Drama noch als höchste dichterische Gattung galt, wertete dies den Tanz erheblich auf. Seine Ideen setzte er in dem Ballett Medea und Jason um, das 1763 vom Ballet de l’Opéra de Paris uraufgeführt wurde. Parallel zum höfischen Ballett gab es etwa im Pariser Jahrmarktstheater die populäre Pantomime, die ebenfalls Handlungen hatte und die „hohe“ Tanzkunst beeinflusste, als die Hofkultur vor der Französischen Revolution zunehmend kritisiert wurde.
Neben Christoph Willibald Glucks und Antonio Salieris Balletten (meist Bestandteile von Opern) ist das Reformballett La Fille mal gardée (1789) von Jean Dauberval das älteste bis heute im Repertoire gebliebene Stück. Es verzichtete auf klassische Figuren wie Satyrn und andere mythologische Wesen und brachte einen schlichten zwischenmenschlichen Konflikt auf die Bühne.
In der Revolutionszeit trug der Choreograph Auguste Vestris (1760–1842) dazu bei, dem Ballett, das stets noch in Opern eingegliedert war, eine selbstständige Bedeutung zu geben. Nach 1800 enthielt die neu entstehende Gattung der Grand opéra jeweils ein ausgedehntes Ballett. In diesem Rahmen entwickelten sich neuartige Tanztechniken und Bühnenausstattungen.

### Die „klassische“ Zeit

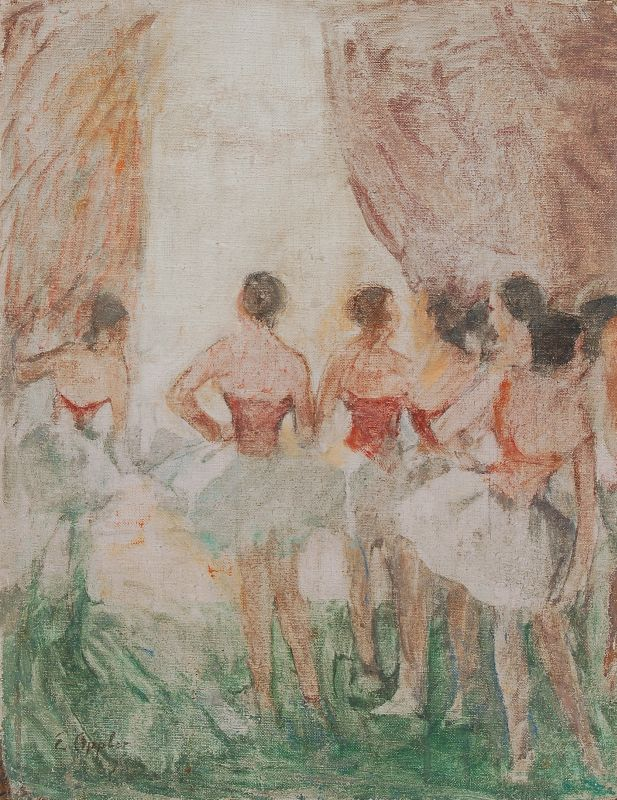
„Vor dem Auftritt“ von Ernst Oppler, um 1900

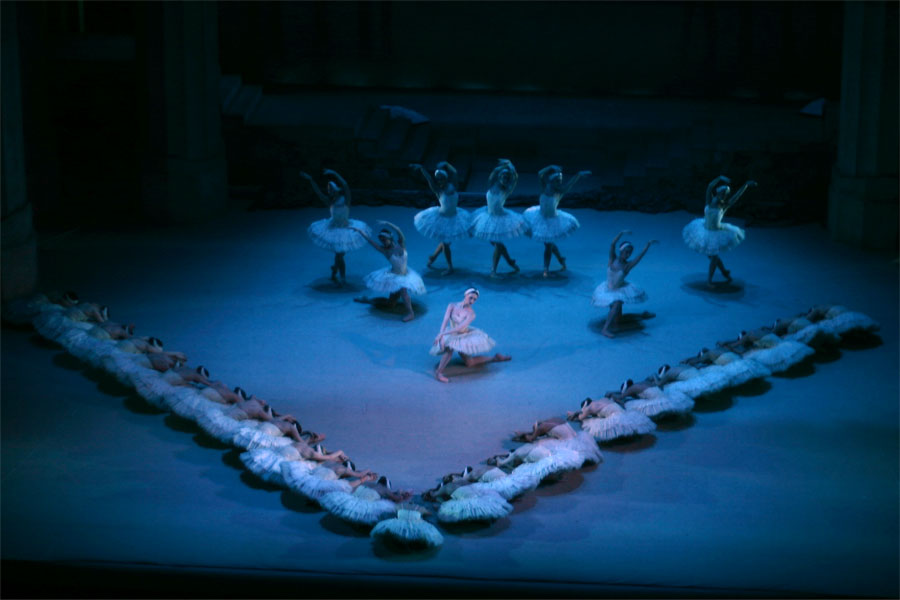
Szene aus Schwanensee

In den ersten beiden Jahrzehnten des 19. Jahrhunderts waren die Theater am Pariser Boulevard du Temple, die teilweise große Ballettensembles besaßen, sehr erfolgreich mit Mischformen von Ballett, Theater, Pantomime und Zirkus. Die mythologischen Ballette der Pariser Oper wurden altmodisch, und die Opéra musste sich am Geschmack des Publikums orientieren, der entweder realistische Stoffe oder Feerien bevorzugte. In der Oper La muette de Portici (1828) trat eine stumme Hauptfigur auf, ganz ähnlich wie in den Erzeugnissen des Boulevardtheaters wie Yelva, die russische Waise (1828). Solche stummen Rollen wurden häufig von Tänzerinnen interpretiert. Im selben Jahr nahm die Oper das Ballett La fille mal gardée in einer modernisierten Fassung in den Spielplan auf.
Das „Nonnenballett“ in der Oper Robert le diable (1831) von Filippo Taglioni mit Marie Taglioni als Solistin kündigte die Verselbstständigung des Balletts von der Oper an. Die Epoche des romantischen Balletts (in der Zeit der Französischen Romantik) begann mit Filippo Taglionis Choreografie La Sylphide (1832). In dieser Zeit durchlief das Ballett eine Reihe von einschneidenden Veränderungen, sowohl was seine Themen als auch was den Tanz selbst betraf. Märchenstoffe ersetzten die antiken Sujets, die noch bei Pierre Gardel eine wichtige Rolle gespielt hatten. Die Ballette bekamen ausgefeilte dramatische Handlungen, zu denen etwa Eugène Scribe die Texte lieferte. Der Spitzentanz wurde erfunden und die Kostüme wurden so verändert, dass die Fuß- und Beinarbeit für die Zuschauer sichtbar wurde. Als erste Meisterin des Spitzentanzes gilt Marie Taglioni. Eine zentrale Rolle bei den damaligen stilistischen Veränderungen hatte auch Jules Perrot inne, der für Carlotta Grisi das Ballett Giselle (1841) schuf. Die Primaballerina wurde ähnlich der Primadonna in der Oper zum Star der Kulturwelt. Taglioni, Grisi oder Fanny Elssler waren die Berühmtheiten der Zeit.
Eine Blütezeit erlebte das Ballett in der zweiten Hälfte des 19. Jahrhunderts in Russland. Unter der Leitung von Marius Petipa entstanden klassische Meisterwerke wie Schwanensee, Dornröschen und Der Nussknacker, die im Mariinski-Theater Sankt Petersburg oder im Bolschoi-Theater Moskau uraufgeführt wurden. Aus dieser Schule ging die wohl bekannteste Ballerina Anna Pawlowa hervor.

### Ausdruckstanz und andere Neuerungen

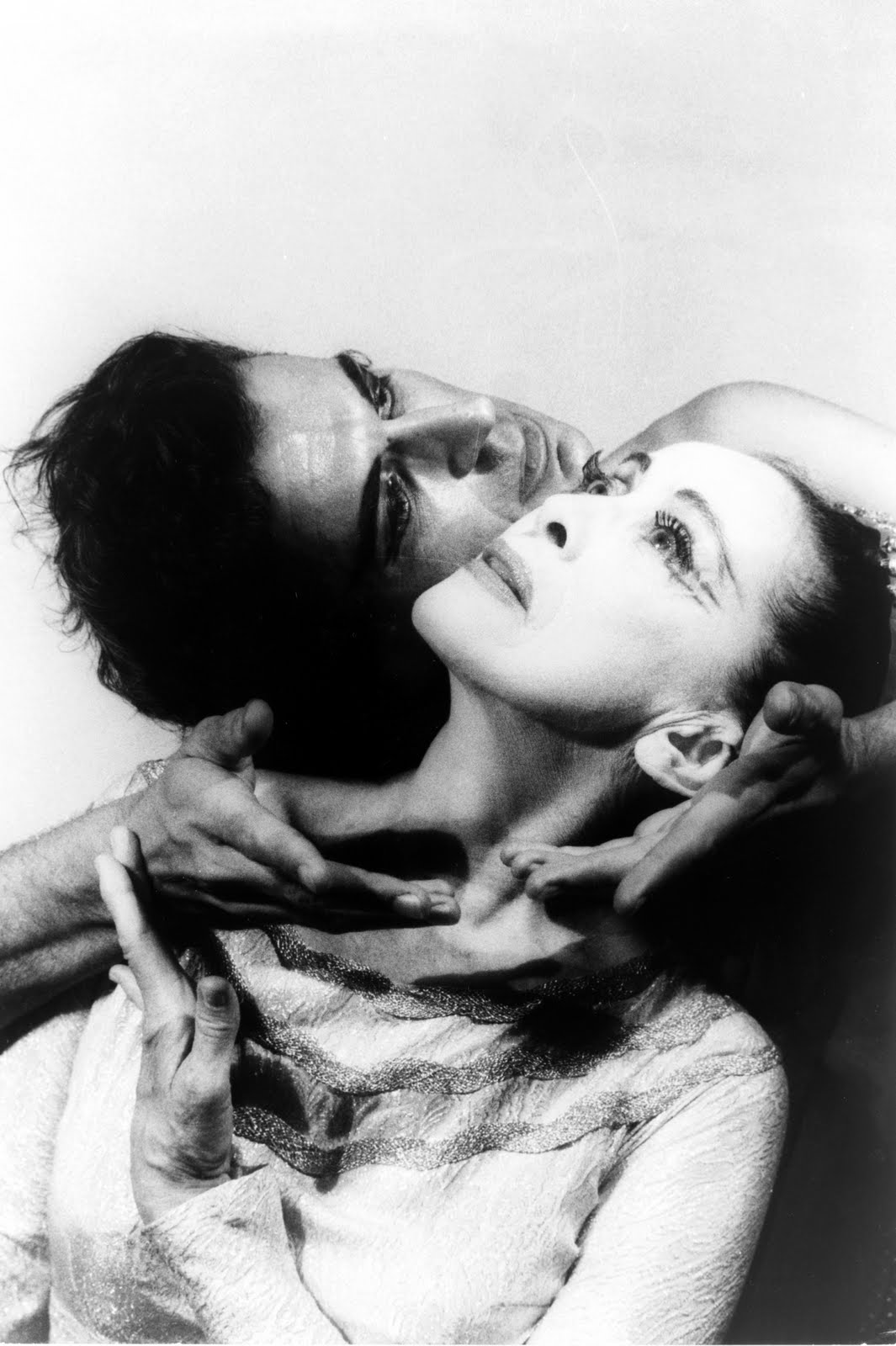
Martha Graham als „Makubi“ mit Bertram Ross in Visionary recital

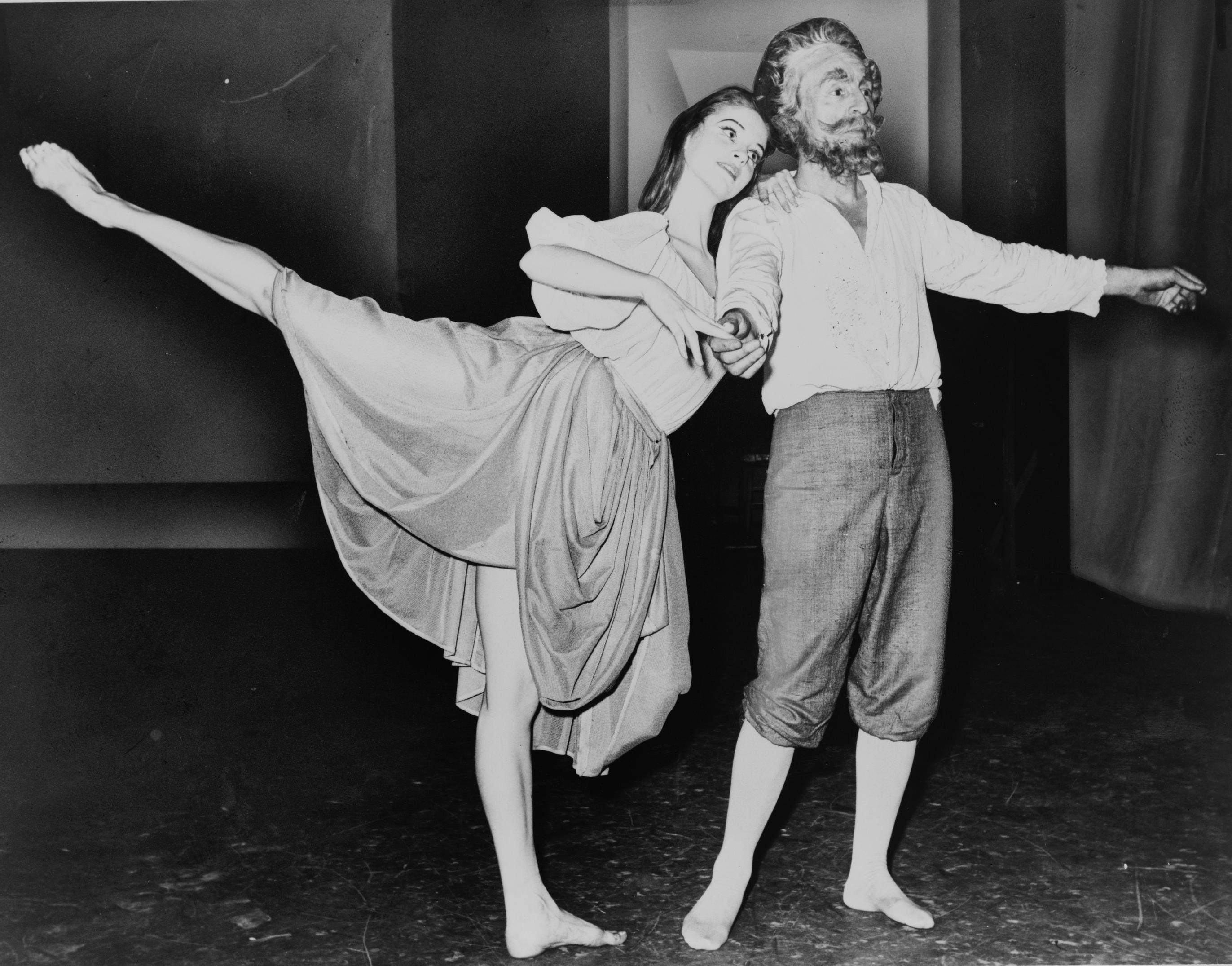
George Balanchine mit Suzanne Farrell in Don Quichotte

Pädagogen wie François Delsarte, auf den sich etwa Ruth St. Denis stützte, hatten bereits in der klassischen Zeit des Balletts seine Inhalte und seine hochspezialisierte Technik in Zweifel gezogen. Durch den Ausdruckstanz seit etwa 1900, wie ihn Isadora Duncan auf ihren weltweiten Tourneen präsentierte, wurden zahlreiche Ballettkonventionen angegriffen und abgeschafft. Es entwickelten sich neue Darstellungsformen, zum Beispiel in den Choreografien von Rudolf von Laban.
Die Avantgarden Ende des 19. und Anfang des 20. Jahrhunderts brachten eine Annäherung des Balletts an die übrigen Künste und an den populären Bühnentanz oder die Pantomime, wie zum Beispiel die von Erik Satie, Jean Cocteau und Pablo Picasso gemeinsam mit den Ballets Russes inszenierte Parade in Paris 1917. Bildende Künstler wie Sophie Taeuber-Arp versuchten sich auch als Bühnentänzer und stellten das klassische tänzerische Handwerk in Frage. Emil Jaques-Dalcroze verband den professionellen Bühnentanz mit dem Volkstanz und der Gymnastik. Michel Fokine versuchte zwischen der älteren Technik und den neueren Ausdrucksbemühungen zu vermitteln (etwa in Der sterbende Schwan, 1907).
Aus dem Ausdruckstanz und dem verwandten Modern Dance, der sich in den USA verbreitete, sind viele Bestrebungen entstanden, das Ballett zu erneuern. Man fasst sie unter dem Begriff Zeitgenössischer Tanz zusammen. Als Begründer gelten Mary Wigman, Martha Graham, Gret Palucca und Jean Weidt. Kurt Jooss und seine Schülerin Pina Bausch sind die bekanntesten Wegbereiter des Tanztheaters, welches sich strikt gegen Balletttraditionen stellt.

### Renaissance des klassischen Balletts
Zu Beginn des 20. Jahrhunderts setzte in Westeuropa und Nordamerika eine Renaissance des Balletts ein, unter anderem ausgelöst durch die Gründung der Ballets Russes durch den Impresario Sergei Djagilew 1909. Die Truppe stammte aus Sankt Petersburg, feierte ihre Erfolge in Paris und hatte großen Einfluss auf den US-amerikanischen Tanz. Das Ballett des 20. Jahrhunderts war vor allem durch Künstler geprägt, die nach der Gründung der Sowjetunion ins westliche Exil gingen. Dazu gehören Michel Fokine, Vaslav Nijinsky und George Balanchine. Künstlerisch rezipiert wurde das Ballett von der Berliner Secession, allem voran Ernst Oppler.
Das klassische Ballett konnte sich in den osteuropäischen Staaten in sehr traditionellen Formen halten. Die Tänzerin und Pädagogin Agrippina Jakowlewna Waganowa entwarf eine universelle Darstellung seiner Technik. Durch die Erneuerungsversuche im Westen geriet es dagegen in Bedrängnis. Seit den 1930er-Jahren gab es daher Bestrebungen, die klassischen Balletttraditionen zu erhalten, die unter dem Begriff des Neoklassizismus zusammengefasst werden. Als Begründer gilt George Balanchine mit seinem meist handlungslosen Ballett, in London vertrat Frederick Ashton diese Richtung, in den USA zum Beispiel Bronislava Nijinska. Eine jüngere Generation des Neoklassizismus vertrat etwa John Cranko mit seinen großen Handlungsballetten.
Seit Mitte der 1950er Jahre ist das klassische Repertoireballett der russischen Tradition auch auf westeuropäischen Bühnen heimisch geworden und bildet den Gegenpol zum modernen Tanztheater. Die Choreografien zeigen sich allerdings in immer neuen Varianten. Oft unverstanden und nicht immer befriedigend gelöst wurde die Aufteilung der Funktionen in Tänzer und Mimiker im romantischen Ballett, die zum Verständnis der Handlung wichtig ist.

## Ballettmusik

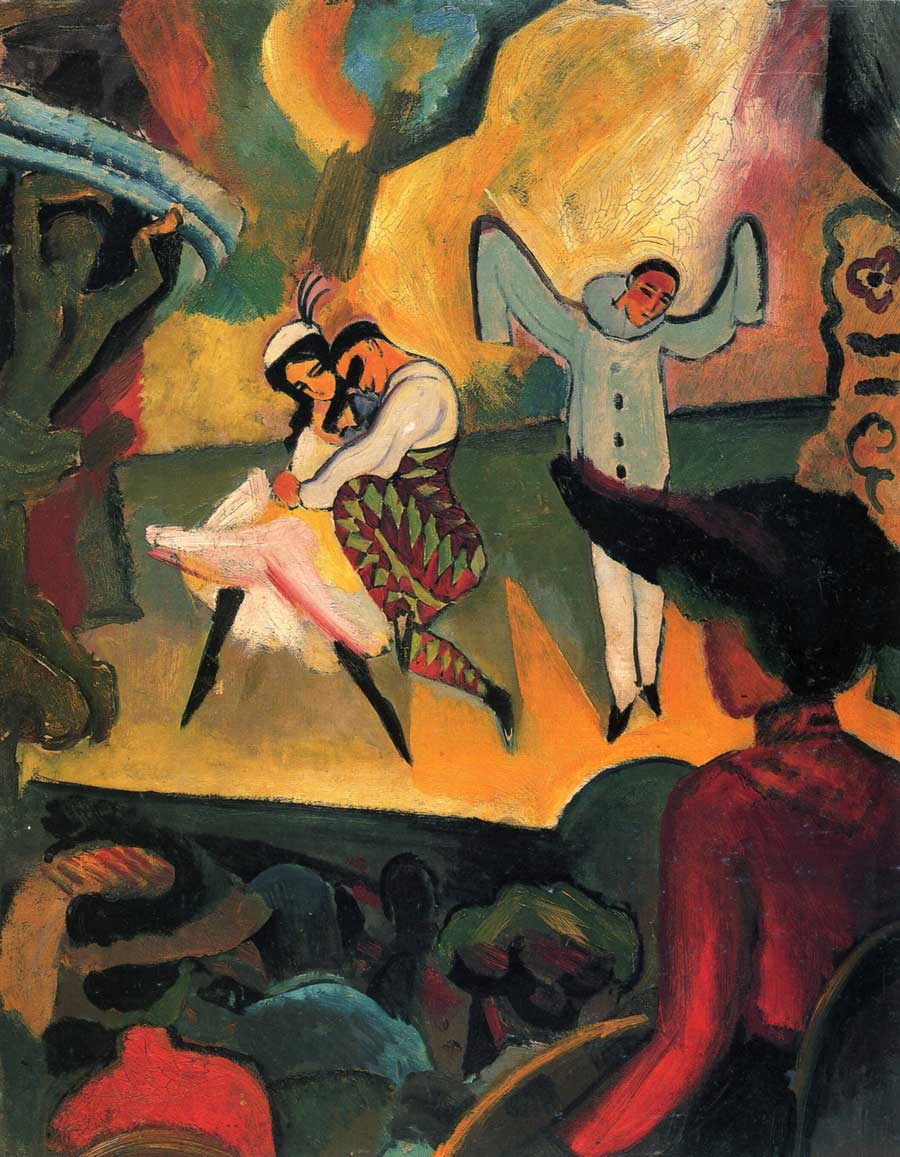
Russisches Ballett (Gemälde von August Macke)

Erst in der zweiten Hälfte des 17. Jahrhunderts entstand Ballettmusik im heutigen Sinn. Instrumentalstücke mit dem Titel Ballet finden sich etwa bei dem französischen Komponisten und Lautenisten Robert Ballard, dem deutschen Georg Leopold Fuhrmann, dem Deutschen Johannes Daniel Mylius, den Niederländer Adriaen Valéry und Joachim van den Hove und den Italienern Giovanni Battista Granata und Fabritio Caroso. Die französische Oper im 17. und 18. Jahrhundert (Jean-Baptiste Lully, Jean-Philippe Rameau, Christoph Willibald Gluck, Antonio Salieri, Giacomo Meyerbeer) hatte ein Schwergewicht auf dem Ballett, das sich allerdings noch stark am Gesellschaftstanz orientierte. Auch Mozart hat einige Musik für den Bühnentanz geschrieben. Die tänzerischen Zwischenspiele und Divertissements kennt man oft nicht mehr oder ist sich über ihre Funktion als Tanzmusik nicht mehr im Klaren.
Die Ballettmeister, die mit der Tanzmeistergeige aufspielten wie Pierre Beauchamp, waren oft auch für die Komposition der Musik zuständig. Der Choreograf Arthur Saint-Léon war selbst um die Mitte des 19. Jahrhunderts noch zugleich Tänzer, Violinist und Komponist.
Im 19. Jahrhundert entstand eine selbstständige Ballettmusik. Zu den ältesten klassischen Ballettmusiken gehören La Sylphide (1832) von Jean Schneitzhoeffer, Giselle (1841) von Adolphe Adam und Coppélia (1870) von Léo Delibes. Ihnen liegt jeweils ein literarisches Ballett-Libretto zu Grunde. Beide wurden vom Ballet de l’Opéra de Paris uraufgeführt.
Besonders während der Blütezeit des klassischen Balletts in der zweiten Hälfte des 19. Jahrhunderts in Sankt Petersburg wurde die Komposition auf die Gegebenheiten des Theaters und die Größe und Zusammensetzung des Ensembles abgestimmt. Dabei arbeiteten der Komponist und der Choreograf oft eng zusammen und kommunizierten über die „Minutage“.
In dieser Blütezeit schrieb Pjotr Iljitsch Tschaikowski für das Sankt Petersburger Mariinski-Theater und das Moskauer Bolschoi-Theater. Entstanden sind Stücke, die heute zum Repertoire einer jeden klassischen Ballettkompanie gehören, zum Beispiel Schwanensee (1877), Dornröschen (1890) und Der Nussknacker (1892).
Die bekanntesten Ballettmusiken des beginnenden 20. Jahrhunderts sind Igor Strawinskys Der Feuervogel (1910), Petruschka (1911) und Le sacre du printemps (1913). Claude Debussys Musik wurde in Nijinskys Choreografie L’après-midi d’un faune (1912) berühmt. Zu Maurice Ravels Boléro gibt es seit Ida Rubinstein 1927 zahlreiche Tanzfassungen.
Auch Sergei Prokofjews Romeo und Julia (1936) und Cinderella (1945) setzten sich noch durch auf der Ballettbühne. Integrale Ballettkompositionen schuf Mitte des 20. Jahrhunderts noch Aram Chatschaturjan. Die bekanntesten sind Gayaneh (1942) und Spartacus (1956).
Die abendfüllenden Ballette des 19. Jahrhunderts führten zeitweise zu einer Dominanz der Musik über den Tanz, die sich im 20. Jahrhundert wieder auflöste. Choreografen gebrauchten zunehmend Musikstücke, die nicht eigens für den Bühnentanz geschrieben worden waren. Absolute Musik wie Sinfonien und Sonaten wurde seit Isadora Duncan durch den Tanz interpretiert. Auch Zusammenstellungen sehr unterschiedlicher Musikstücke wurden erprobt. Tanzstücke wurden und werden auch ohne Musik aufgeführt und verwenden Geräuschcollagen oder Sprecher als akustische Ergänzung. Auch Bühnentanz mit DJ ist gelegentlich zu sehen.

## Klassische Technik
Um die klassische Technik zu erlernen, braucht man ein jahrelanges Training. Die Methode eines solchen Trainings basiert auf Übungen an der Barre (Stange) und Übungen im Milieu (Mitte). Die Übungen an der Barre dienen der Vorbereitung des Körpers und der Basistechnik. Eine optimale vertikale Achse, die durch das Zentrieren des Körpers erreicht wird, soll beim Wechseln der Raumhöhen (plié, tendue, relevé) immer garantiert werden, gleichgültig ob auf beiden oder auf einem Bein gestanden wird. Ferner werden die Bewegungen der Beine, Arme und des Kopfes in den verschiedenen Raumrichtungen präzise geübt.
In der Mitte (Milieu) werden dann einige der Platzierungsübungen wiederholt, allerdings im Raum (Richtungswechsel, Ortswechsel). Die Schrittfolgen sind in qualitative Kategorien eingeteilt: Adagio, Pirouetten, petit Allegro (kleine, sehr schnelle Sprünge), mittlere Sprünge und zum Schluss das grand Allegro. Zu jeder dieser Kategorien gibt es verschiedene Schwierigkeitsgrade und Gestalten. Die Lehrer sind frei, diese Kombinationen zu gestalten.
In einer Ballett-Klasse werden somit keine Choreografien eingeübt. Dies tun die Ballett-Tänzer oder die Tänzer des zeitgenössischen Tanzes erst in den Proben. Bühnentänzer trainieren, also üben ihre Technik, solange sie als Interpreten agieren (wie auch die Musiker oder Sänger).

### Ballettpositionen
Alle Ballettbewegungen beruhen auf fünf Grundpositionen von Armen und Beinen. Die Basis der körperlichen Haltung ist die Vertikale und das en dehors (Auswärtsdrehung der Beine aus dem Hüftgelenk). Zu den Ballettpositionen gehören zum Beispiel die Arabesque (gestrecktes Spielbein) und die Attitude (gebogenes Spielbein), das Sur-le-cou-de-pied und das Retiré, ebenso sind die Fußpositionen standardisiert. Auch die Arme (dazu gehören auch die Hände und die Finger) haben bestimmte Positionen sowie der Kopf (dazu gehört auch der Blick). In einer Choreografie werden diese formalisierten Positionen abgeändert, verwischt, variiert und interpretiert. Doch geschieht dies alles auf der Basis der Grundpositionen. Ein Ballett-Tänzer ist also stets in einer dieser Positionen, unabhängig davon, ob er springt, sich dreht oder bewegt.

### Ballettbegriffe
Da die Geschichte des Balletts in Italien beginnt und dann auf Frankreich übergeht, sind noch heute die meisten Begriffe der Ballettsprache französischen oder seltener italienischen Ursprungs. Aber auch einige durch die englische Schule geprägte Begriffe kann man in der Ballettsprache finden. Ballettterminologie ist noch immer nicht einheitlich, jede der großen Schulen verwendet leicht abweichende Termini. Bei der täglichen Arbeit im Ballettsaal werden oft Abkürzungen verwendet.
Eine umfangreiche Liste der wichtigsten Begriffe (sowie die dazugehörigen klärenden Darstellungen) finden sich im Ballett-Glossar.

### Unterricht
Ballett wird nach verschiedenen Methoden gelehrt: der Cecchetti-Methode (Italien), der englischen Methode (RAD), der Waganova-Methode (Russland) und der Balanchine-Methode (USA). Alle vier bauen die Technik unterschiedlich auf, führen die Schritte anders aus (bzw. benennen sie auch unterschiedlich) und setzten ihre Schwerpunkte auf andere Bereiche.

## Kostüme

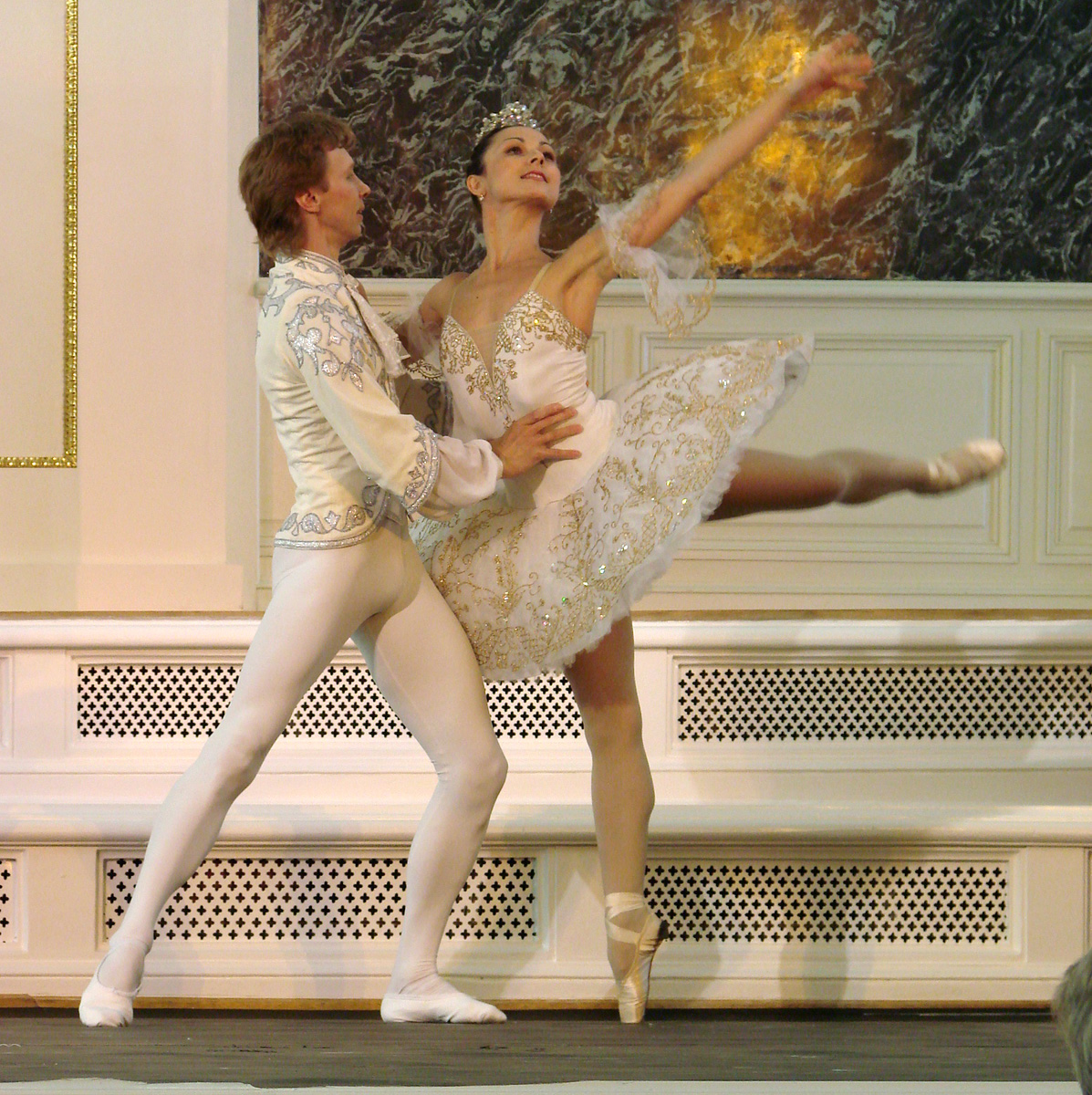
Balletttänzer in typischer Kostümierung für klassisches Ballett

In der Geschichte des Balletts haben sich die Kostüme entsprechend dem Zeitgeschmack verändert. Im Laufe der Jahre wurden sie kürzer und leichter. Damit wurde der Weg frei für anspruchsvollere und technisch schwierigere Bewegungsabläufe. Noch heute werden die Kostüme nur unwesentlich variiert. So trägt Giselle immer ein knielanges Kleid, und die Schwäne aus Schwanensee sind selbst für einen Laien leicht zu erkennen.
Bei den Damenkostümen unterscheidet man zwischen dem langen Tüllrock für Geisterwesen aus dem Weißen Akt (Ballet blanc) (z. B. in Giselle), dem schmalen langen Kleid (z. B. in Romeo und Julia) und dem Tutu, einem steifen abstehenden Tüllrock, der das bekannteste Ballettkostüm darstellt (z. B. in Schwanensee oder Raimonda) und aus dem 19. Jahrhundert stammt. Bei manchen Kostümen, die schön abstehen sollen (Tellerröcke), wird ein Aluminiumgestell als Hilfsmittel benutzt. Als Oberteil wird meist ein Mieder getragen.
Die Kostümierung der Herren besteht im Ballett meist aus einem Hemd und (blickdichten) Strumpfhosen. Oft wird über dem Hemd eine Jacke getragen.

### Technik
- Agrippina Jakowlewna Waganowa: Die Grundlagen des klassischen Tanzes. Henschel Verlag, Berlin 2002, ISBN 3-89487-418-X.
- Vera S. Kostrowitzkaja: Schule des klassischen Tanzes. Die Waganowa-Methode in der Praxis. Henschel Verlag, Berlin 2003, ISBN 3-89487-458-9.

### Geschichte
- Rudolf Liechtenhan der Jüngere: Vom Tanz zum Ballett. Geschichte und Grundbegriffe des Bühnentanzes. 2. Auflage. Belser, Stuttgart 1983, ISBN 3-7630-2094-2.
- Manuela Jahrmärker (Hrsg.): Die Ballettpantomimen von Eugène Scribe. Texte, Skizzen und Entwürfe. Ricordi, München 1999, ISBN 3-931788-12-1 (= Meyerbeer-Studien, Band 3).
- Klaus Kieser, Katja Schneider: Reclams Ballettführer. 15. Auflage. Reclam, Stuttgart 2009, ISBN 978-3-15-010709-6.
- Juliane Pöche: Bewegte Klänge. Zur Ästhetik der Ballettmusik zwischen 1750 und 1900 (= Klangfiguren. Band 11). Königshausen & Neumann, Würzburg 2025, ISBN 978-3-8260-9212-1.
- Dorion Weickmann: Der dressierte Leib: Kulturgeschichte des Balletts (1580-1870), Campus, Frankfurt am Main 2002, ISBN 3-593-37111-1 (= Geschichte und Geschlechter. Band 39); zugleich Dissertation an der Universität Hamburg 2001.
- Dagmar Ellen Fischer: Eine kurze Geschichte des Tanzes. Henschel, Leipzig 2019, ISBN 978-3-89487-797-2.

## Ballett als Thema im Film
Zahlreiche Spiel- und Fernsehfilme haben Ballett und Balletttänzer zum Thema, z. B.
- Die verbotene Tür (Frankreich, 1966)
- Die roten Schuhe (Großbritannien, 1948)
- Am Wendepunkt (USA 1977)
- Anna (Deutschland 1987) sowie Anna – Der Film (Deutschland 1987)
- Ballerina (Faith) (USA 1990)
- Billy Elliot (Großbritannien, 2000)
- Black Swan (USA, 2010)
- High Strung (USA, 2016)
- Dance Academy (Australien, 2017)